# Львівська експериментальна кераміко-скульптурна фабрика
Львівська експериментальна кераміко-скульптурна фабрика (ЛЕКСФ) — підприємство керамічної промисловості, що спеціалізувалося на випуску керамічних виробів переважно сувенірного характеру.

## Історія
Львівська експериментальна кераміко-скульптурна фабрика заснована у 1946 році Львівською організацією Спілки радянських художників України. Фабрику відкрили на місці невеликої керамічної артілі, де були старі піщані кар'єри та лінія вантажного трамваю, що функціонувала до 1960-х років. Того ж року на базі Львівської художньо-промислової школи відкрили Львівський державний інститут прикладного та декоративного мистецтва. Одним з ініціаторів його створення був митець Іван Севера. У новоствореному інституті Севера очолює кафедру скульптури та наполягає на використанні потужностей фабрики як виробничої бази. 1947 року, Іван Севера призначений головою Художньої ради Львівської кераміко-скульптурної фабрики, а інститут починає готувати спеціалістів вищої кваліфікації кераміки та монументально-декоративної скульптури. Кафедра скульптури і кераміки інституту розділяється на дві спеціалізовані кафедри. Тоді ж відбувається вкорінення повоєнної ситуації і адаптація Західної України до радянського проєкту. Для створення «зв'язків» між українською і російською культурами 1949 року на фабриці відливають з бетону погруддя О. Пушкіна.
Від 1949 року на фабриці почав працювати керамічний цех. Спочатку це — майстерня, що складається з двох приміщень, де було 20 майстрів та робітників. Фабрика працює та виконує замовлення Художнього Фонду УРСР. Керамічна тиражна продукція виготовляється гончарним способом — вазочки для квітів, свічники, рамки, декоровані кольоровими ангобами та покриті прозорою свинцевою глазур'ю. Було налагоджено випуск керамічних виробів переважно сувенірного характеру.
В кінці 1940-х років — почавши з бетонної скульптури, на фабриці працюють скульптори Яків Чайка, Євген Дзиндра, Лаврентій Гром, Володимир Сколоздра, Іван Якунін. Продукують замовлення на тиражовану скульптуру пропагандивного характеру – фігури та погруддя радянських вождів, паркову пластику, а також меморіальну скульптуру – надгробки та пам'ятні знаки, що масово заполоняють навіть найменші містечка та села.
Від 1953 року у керамічному цеху працюють вже перші випускники-керамісти кафедри скульптури та кераміки Львівського державного інституту прикладного та декоративного мистецтва. Загалом, для місцевих художників-керамістів фабрика залишалася доброю технічно-матеріальною базою упродовж багатьох років.
1956 року у керамічних виробах фабрики переважає імітація з Полтавщини, Косівщини, ще немає індивідуального авторського підходу. У роки «хрущовської відлиги» — періоду, пов'язаному з однією з найперших реформ, які ініціював новий радянський керівник, а саме — архітектурною. Відмова від помпезного сталінського неокласицизму послужила сигналом до десталінізації. Архітектурна реформа також вплинула на формування радянського бруталізму й неомодернізму, відповідно – з'являється і новий стиль оформлення громадських будівель. Поява великої кількості житлових і громадських споруд без помпезного архітектурного декору сприяла розвиткові сучасного монументально-декоративного мистецтва і зростанню попиту та розширення замовлень та асортименту продукції фабрики. Важливою зміною також була поява індивідуальних помешкань — «хрущовок», інтер'єри яких прикрашала сувенірна продукція керамічного та скляного цехів фабрики. Відбуваються виставки радянського побуту, що презентують нове бачення предмету у просторі.
1962 року за ініціативи керівництва Львівської організації Спілки радянських художників України, її провідних художників (Дмитра Крвавича, Якова Чайки) та фінансової підтримки Художнього фонду УРСР на фабриці розпочав функціонувати експериментальний цех художнього гутного скла. Першим керівником цеху став фаховий склодув Мечислав Павловський. Особливим досягненням було виробництво речей із сульфідного скла. Він впроваджує у виготовленні скловиробів технологію XV–XVI століть — венеційську нитку. Скляні сувеніри фабрики стають більш якісними, завдяки чому збільшується їхня вартість. розвивається і керамічний цех, де вже стояло 50 столів. Багато майстрів-склодувів перейшли на новостворене підприємство — Петро Думич, Йосип Гулянський, Олексій Гера, Іван Чабан. Люди працювали у три зміни. Величезні печі (найбільші, на той час у Радянському Союзі) щодня виплавляли 16 тонн скла. Співпраця майстрів-склодувів з професійними художниками — Андрієм Бокотеєм, Францом Черняком — заклала основу грандіозного успіху львівського гутного скла.
1963 року впроваджується унікальна технологія виробництва з кам'яної маси та шамоту, що відкриває нові можливості рельєфного та живописного декорування виробів. Інженер-технолог Іван Малишко розробляє технологію одного випалу керамічних виробів, вдосконалює склад кам'яної маси, солей та кольорових емалей.
У 1960-х роках тиражована керамічна продукція значно розширює свій асортимент. Поряд з класичними декоративними вазами, кашпо та комплектами посуду, з'являються характерного локального забарвлення декоративно-ужитковий посуд (маслянки, солонки, кружки, фляги, штофи, лембики, куманці, плесканки, глечики для напоїв, кавові набори, кухлі, традиційні посудини), свічники. Хітом фабрики стають великі вази на долівку. Завдяки активній творчій праці вимальовується перше покоління львівських керамістів — Борис Горбалюк, Марія та Анатолій Курочки, Ярослав Захарчишин, Василь Кондратюк, Ярослав Шеремета. Більшість художників виконує на фабриці лише інтер'єри і панно, збільшується кількість замовлень. У країні регулюється політика зайнятості серед художників. Існує офіційна вказівка про витрату 3 % прибутку підприємств на художнє оформлення.
Висока художня якість творчих робіт художників фабрики сприяє у 1961, 1963, 1967 та у 1972 роках до появи виставок «Львівська кераміка». Поряд з досвідченими майстрами старшого покоління до участі у виставках широко залучалася студентська молодь. Символічною стає назва першої із згаданих виставок — «Від Трипілля до сучасності». Ініціативу проведення виставок пов'язують з керівником кафедри кераміки Львівського державного інституту прикладного та декоративного мистецтва Юрієм Лащуком.
У 1964 році на Львівській експериментальній кераміко-скульптурній фабриці виготовлений пам'ятник Іванові Франку, що пізніше встановлений перед будівлею головного корпусу Львівського державного університету імені Івана Франка (нині Львівський національний університет імені Івана Франка), в партерній частині парку імені Івана Франка у Львові. Авторська група — відомі львівські скульптори Валентин Борисенко, Дмитро Крвавич, Еммануїл Мисько, Василь Одрехівський, Яків Чайка та архітектор Андрій Шуляр.
У 1965 році розроблено генеральний план розвитку курортного Трускавця, що передбачав небувалий до того розмах будівництва, збудували та запустили в експлуатацію 15 нових санаторіїв. Комплексне оформлення санаторію «Південний», виконане на Львівській експериментальній кераміко-скульптурній фабриці. Архітектор Юрій Лошаков спільно з художниками фабрики розробив план оформлення відпочинкового закладу. Тут були застосовані знаки зодіаку з шамоту Ярослава Захарчишина, стилізована гуцульська піч з фігурками тварин Андрія Бокотея та Василя Кондратюка, люстра та світильники з гутного скла Мечислава Павловського, скульптура з кованої міді «Дівчина з ланню» Якова Чайки.
У розширенні творчого діапазону фабрики свою роль відіграла розробка новаторського методу виготовлення вітражів в техніці литого скла. Саме в такій техніці виготовлено сюжетно-тематичні вітражі для санаторію «Трускавець» (художниця Софія Караффа-Корбут, майстер — Мар'ян Тарнавський). Одні з перших робіт фабрики в напрямі оформлення інтер'єру — керамічне панно «Данило Галицький», Андрія Бокотея, Любомира Медвідя для ресторану «Під Левом». Декоративне панно «Кераміка» (автор Михайло Гладкий) — одне з перших в техніці керамічної мозаїки — прикрашає фасад Львівської експериментальної кераміко-скульптурної фабрики.
1966 року скульптор Ярослав Мотика створює на Львівській експериментальній кераміко-скульптурній фабриці оригінальну дипломну роботу — жіночу скульптуру «Лілея» на ставку Стрийського парку, що стала своєрідним сентиментальним маркером паркової скульптури Львова 1960-х років. 1967 року керамічний декор Львівської експериментальної кераміко-скульптурної фабрики, вперше з'явився в екстер'єрі старого міста — емблема Українського товариства охорони пам'яток і культури (автор – Роман Петрук). У травні 1970 року відкрито великий меморіал – Монумент бойової слави Радянських Збройних Сил. Ансамбль виконали в камені та бронзі авторським колективом, до якого ввійшли скульптори — Дмитро Крвавич, Еммануїл Мисько, Ярослав Мотика, художник-монументаліст Олександр Пирожков, архітектори Мирон Вендзилович та Аполлон Огранович.
У 1970-х роках Львівська експериментальна кераміко-скульптурна фабрика стає осередком найсміливіших експериментів у царині пластичної форми, зокрема, на продукцію ЛКСФ вплинула Таємна академія мистецтв Карла Звіринського, яка діяла у Львові у 1959—1966 роках. Керамічні вироби, як і скляні, що раз більше розмежовуються на тиражні — ужиткові та авторські — станкові. Кращі зразки серійного виробництва позначені індивідуальною творчою манерою окремих художників. Саме вона дозволяє легко розпізнавати твори наступного покоління — Ольги Безпалків, Зиновія Берези, Бориса Горбалюка, Ярослава Захарчишина, Василя Кондратюка, Марії та Анатолія Курочки, Юрія Лащука, Тараса Левківа, Івана Малишка, Галини Ошуркевич, Мілади Кравченко, Неллі Федчун, Романа Петрука, Ярослава Мотики, Зеновія Флінти, Уляни Ярошевич та інших.
У 1970 році видавництво «Каменяр» друкує альбом «Львівська кераміка» (автор вступної статті Юрій Лащук), в якому зібрана інформація про праці митців Львівської експериментальної кераміко-скульптурної фабрики.
1975 року виставка «Кераміка СРСР–75» в Вільнюсі. Майже половина експозиції — авторські роботи керамістів Львівської експериментальної кераміко-скульптурної фабрики. Вони швидко опиняються в складі всесоюзних творчих груп в Дзінтарі (Латвія), за результатами праці в яких потрапляють до найпрестижніших європейських конкурсних програм з художньої кераміки в Фаенці (Італія), Валлорсіні (Франція). Того ж року у київському видавництві «Наукова думка» виходить друком фахове дослідження Фаїни Петрякової «Українське гутне скло», а також на високому пагорбі над автодорогою Київ—Чоп між смт Олеськом та селом Хватів, встановлений пам'ятник бійцям Першої кінної армії (скульптори — Валентин Борисенко, Казимир Маєвський, архітектор — Анатолій Консулов, інженер-конструктор — Григорій Шевчук). Унікальний, ризикований інженерний проєкт створено у скульптурній майстерні Львівської експериментальної кераміко-скульптурної фабрики, аналогів не має (демонтований 2017 року).
У 1970-х роках скульптурний цех фабрики, почавши з бетону, освоює карбування та художнє литво з бронзи. Виконує різноманітні замовлення: пам'ятники, пам'ятні знаки, цілісні монументальні ансамблі, декоративні композиції, садово-паркову пластику на спортивну, дитячу та анімалістичну тематику, фонтани та меморіальні таблиці, скульптури та скульптурні портрети, барельєфні та горельєфні зображення, декоративні вази.
1977 року у залах Львівської картинної галереї та Державного музею етнографії та художнього промислу АН УРСР відкрилася виставка «Ленінським шляхом» — 1400 творів, близько 400 авторів: живописців, скульпторів, майстрів декоративно-ужиткового мистецтва Львівщини. В каталозі виставки (автор–упорядник Богдан Горинь) вперше докладно зібрана інформація про митців, скульпторів, керамістів та склярів Львівської експериментальної кераміко-скульптурної фабрики, чиї твори були представлені на виставці.
У 1980-х роках на фабрику прийшло нове покоління митців, які творили вже в ширшому колі художніх зв'язків. З'являється можливість брати участь в симпозіумах, знайомитись з іноземними митцями, обмінюватись думками, технологічними новинками. В цей час з найвпливовішими тенденціями в об'ємній пластиці виступають митці країн Балтії, співпраця з ними львівських майстрів увиразнює нові тенденції у діяльності фабрики. Станом на 1980 рік фабрика мала щомісячний масовий тираж — 400 екземплярів, авторські — 10—25 екземплярів, виставкові твори, спецзамовлення, керамічні та скляні вироби для побутових потреб, подарункові та сувенірні, елементи інтер'єрів та монументального декорування. Хіти 1970—1980-х років — кавові сервізи, авторські розписані тарелі, штофи з активним рельєфним декором з зображеннями архітектури Львова, барвисті скляні вази, скульптурна пластика малих форм.
На фабриці виконували складні комплексні замовлення для інтер'єрів та екстер'єрів, що поєднували — декоративні панно, керамічну мозаїку, вітражі, люстри, а також скульптуру для парків та інших громадських місць. Причому ці речі мали поширення та визнання на території усього СРСР, а не тільки в аптеках Львова чи санаторіях Трускавця. Так, на Львівській експериментальній кераміко-скульптурній фабриці виконали керамічну решітку в інтер'єрі ресторану «Восток» у Тюмені, комплексне оформлення фірмового магазину та кафетерію «Карпати» у Ростові-на-Дону, внутрішню оздобу знаменитого львівського закладу «Шоколадний бар», вітражі, барельєфи та люстри Головної Пошти.
1987 року на фабриці відбулося засідання правління Львівської спілки художників та адміністрації Львівської експериментальної кераміко-скульптурної фабрики. В час Перебудови та переходу до госпрозрахунку фабрика втрачала конкурентоздатність та якість, зменшувався асортимент. Масово зростали кооперативи керамістів, які послаблювали позиції фабрики. Потік замовлень починає зменшуватись і не відбувається запланована на середину 1980-х років модернізація фабрики. Матеріально-технічна база поступово виходить з ладу.
Початок розвалу радянської системи та її «ідеологічної надбудови». Кінець 1980-х років супроводжують бурхливі процеси національного відродження, головним епіцентром яких стає Львів. Динаміка суспільно-політичних та економічних перетворень не дозволяє відразу виявити основні проблеми у сферах культури і мистецтва. Яскравим підтвердженням цього стала хвиля «нової кон'юнктури», в якій кількісний фактор виразно домінував над якісним.
1991 року виходить друком монографія Ореста Голубця «Львівська кераміка», базована на мистецтвознавчому дослідженні творчості трьох поколінь львівських керамістів, що творили в майстернях Львівської експериментальної кераміко-скульптурної фабрики.
Початок 1990-х років приніс занепад. У січні 1993 року змінюється правова форма підприємства і фабрика стає колективним підприємством «Львівська експериментальна кераміко-скульптурна фабрика». У 1993—1996 роках, через високі ціни на газ не було змоги використовувати печі, тоді відбувається фінальне закриття фабрики. 2000 року відбулася передача майна фабрики трудовому колективу підприємства, після чого відбулася зміна форми власності колишньої фабрики з державної на колективну. Останнім керівником у 2004—2005 роках був Роман Володимирович Гринчишин, головним художником — Франц Черняк. 
У 2005—2006 роках закрили скляний цех кераміко-скульптурної фабрики, натомість на його місці у 2007 році засновано ДП «„Склоцех“ Львівської фабрики мистецтв». Згодом Львівська експериментальна кераміко-скульптурна фабрика збанкрутувала та її ліквідували у 2013 році.

## Сьогодення
Нині частково приміщення фабрики закинуті, частково в них досі розташовуються керамічні майстерні від спілки художників, деякі приміщення орендують інші організації.
Національний музей-заповідник українського гончарства в Опішному, аби зберегти пам'ять про колись знане підприємство сформував власну колекцію творів Львівської експериментальної кераміко-скульптурної фабрики. 2016 року було вперше презентовано частину цього зібрання на виставці «Мінорна ода фабриці». Вона порушила питання заснування й розвитку Львівської експериментальної кераміко-скульптурної фабрики, проблему невмотивованої її реорганізації й закриття. Відтоді пошукова робота музейників не припинялася: колекція кераміки поповнювалася новими експонатами, світлинами, збагатилася дослідницькими матеріалами: свідченнями мистців, науковців, спогадами сучасників.
З нагоди 70-ліття відкриття фабрики, в рамках ХІ тижня Національного гончарного здвиження «Здвиг–2019» Національний музей-заповідник українського гончарства в Опішному вдруге презентував унікальний мистецький бренд львівської художньої кераміки. Вернісаж виставки відбувся 28 червня 2019 року в Мистецькій галереї Центру розвитку духовної культури. Ретро-виставка кераміки Львівської кераміко-скульптурної фабрики об'єднала як експонати з попередньої виставки, так і нові надходження з фондових колекцій Музею-заповідника. Майже 300 творів кераміки засвідчують високу технологічну якість продукції, розмаїття асортименту, досконалу майстерність художників у вираженні оригінальної творчої думки, переосмисленні і втіленні сюжетів, декоруванні. Серед експонованих творів — ужитковий та декоративний посуд. Основу експозиції складають тарелі, що постають картинами з розмаїтими сюжетами. У них поєднано умовно рослинні мотиви, які тяжіють до абстракції, натуралістичні з зображенням рослин, зоо- й антропоморфних елементів. Значна кількість робіт містить портретні зображення місцевих мешканців, ніжні жіночі та мужні чоловічі обличчя, постаті в національному вбранні. Виділяються тарелі з суто українськими сюжетами: представниками різних професій, зокрема, гончарями, картини з родинно-побутового життя та моменти праці й відпочинку гуцулів. Окрема тематична група — тарелі, що зображають видатних українців — Тараса Шевченка, Івана Мазепу, засвідчуючи цим високу національну свідомість львівських мистців.
21 липня 2020 року в просторі Центру архітектури, дизайну та урбаністики «Порохова вежа», що на вул. Підвальній у Львові, куратором арт-центру «Я Галерея» Павлом Гудімовим та його командою був сформований та відкритий для огляду виставковий проєкт «Лабіринти ЛКСФ», що розповідає про більш як 50-тилітню історію фабрики, стилістичних, ідеологічних та технологічних змін її продукції та видатних творчих особистостей, що там працювали і творили. Частиною проєкту є створення документального фільму про фабрику та укладання електронного каталогу виробів ЛКСФ (з подальшим регулярним його поповненням новими знахідками). Планується й ілюстроване видання, яке б зберігалося і передавалося прийдешнім поколінням. Проєкт є переможцем львівського міського конкурсу «Фокус на культуру». Експозиція доповнюватиметься і змінюватиметься один раз на місяць, що буде наближувати глядача до динаміки фабричних процесів.
У місті Яремче Івано-Франківської області діє галерея Mysternya, де вироби ЛЕКСФ представлено як частину унікальної приватної колекції родини Загорій — засновників бюро соціальних проєктів Zagoriy Foundation та співвласників фармацевтичної компанії «Дарниця». Експозиція містить як популярні, так і рідкісні роботи, зокрема, екземпляри, що збереглися в одиничному виконанні: гутне скло, декоративна кераміка, зооморфні свічники, авторські тарілки та інше. Колекція регулярно поповнюється новими експонатамиПростір українських традицій та сучасних майстрів: в Яремче відкриється галерея українських витоків Mysternya. tsn.ua. ТСН. 6 грудня 2024. Архів оригіналу за 8грудня 2024. Процитовано 6 грудня 2024.</ref>.
На самій ж території колишньої Львівської експериментальної кераміко-скульптурної фабрики, де збереглися деякі творчі майстерні, в яких творилося безліч різних скульптур, хочуть облаштувати музейний простір. Для цього обласна організація Національної спілки художників України, якій належить фабрика, шукає інвестора.

## Вироби фабрики

### Скульптура
Паркова скульптура
- «Дівчина з сарною» (парк «Залізна Вода», м. Львів; автор не відомий). Відреставрована у 2022 році[15].
- «Лілея» (1966, Стрийський парк, м. Львів; скульптор Ярослав Мотика).
- «Мати Україна» (1966, бетон, мармурова крихта, Парк культури та відпочинку імені Богдана Хмельницького, м. Львів; скульптор Петро Кулик).
- «Гімнастка» (Парк культури та відпочинку імені Богдана Хмельницького, м. Львів; автор не відомий).
- «Юзя» (1976-1977; Джерело № 11 (колишня «Юзя») курорту «Трускавець», м. Трускавець; скульптор  Леонід Василюк, архітектори Вендзилович М., Домінко Р.)[16].

Монументальна скульптура
- Пам'ятник Тарасові Шевченку (1953, мармурова крихта, м. Золочів, Львівська область; скульптор Євген Дзиндра).
- Пам'ятник «Мати-Батьківщина» (1956; бетон, вул. Львівська, селище Брюховичі, Львівська область; скульптор Михайло Лисенко). Демонтований та перенесений у 2023 році до меморіального музею тоталітарних режимів «Територія Терору» у Львові[17].
- Пам'ятник Івану Франку (1964, граніт, партерна частина парку імені Івана Франка, вулиця Університетська, м. Львів; скульптори Валентин Борисенко, Дмитро Крвавич, Еммануїл Мисько, Василь Одрехівський, Яків Чайка; архітектор Андрій Шуляр).
- Пам'ятник загиблим радянським солдатам та односельцям (1960-ті, мармурова крихта, с. Словіта, Львівська область; автор не відомий).
- Пам'ятний знак «Олекса Довбуш» (1970, штучний камінь, с. Печеніжин, Івано-Франківська область; скульптор Валентин Борисенко, архітектор Зиновій Соколовський).
- Пам'ятник першодрукарям (1971, бетон, мідний лист, вулиця Коперника, м. Львів; скульптор Анатолій Галян).
- Пам'ятник радянським солдатам (1970-ті, мармурова крихта, с. Червоне, Львівська область; автор не відомий).
- Композиція на в'їзді у Золочів (1970-ті, мармурова крихта, залізобетон, м. Золочів, Львівська область; автор не відомий).
- Пам'ятник Ярославові Галану (1972, бронза, граніт; скульптори Олександр Пилєв, Валентин Усов, Аїда Охріменко, архітектор Володимир Блюсюк.
- Монумент загиблим дрогобичанам 1941—1944 років (1974, бетон, мідний лист, цегла, граніт, вулиця Ковальська, м. Дрогобич; скульптори скульптори Валентин Борисенко, Валентин Подольський, архітектор Євген Хомик).
- Пам'ятник та поховання радянським солдатам (1975, мармурова крихта, залізобетон, м. Золочів, Львівська область; скульптори Володимир Борисенко, Валентин Подольський, архітектор Анатолій Консулов).
- Пам'ятник на братській могилі радянських воїнів (1975, мармурова крихта, с. Куровичі, Львівська область; скульптор Володимир Бець, архітектор Іван Наконечний).
- Пам'ятник бійцям Першої кінної армії (1975, метал, мідний лист, с. Хватів, Львівська область; скульптор Володимир Борисенко, Казимир Маєвський, архітектор Анатолій Консулов, інженер-конструктор Григорій Шевчук).
- Пам'ятник Іванові Федорову (1977, бронза, граніт, вулиця Підвальна, м. Львів; скульптори Валентин Борисенко, Валентин Подольський, архітектор Анатолій Консулов, інженер-конструктор Григорій Шевчук).
- Меморіальний комплекс «Колтівський прорив» (1980, бетон, с. Колтів, Львівська область; скульптори Ярослав Мотика, Богдан Романець, Богдан Михайлиха).
- Пам'ятник Іванові Підкові (1982, граніт, бронза, площа Підкови, м. Львів; скульптор Петро Кулик, архітектор Володимир Блюсюк).
- Пам'ятник загиблим радянським солдатам та односельцям (1980-ті, мармурова крихта, с. Єлиховичі, Львівська область; автор не відомий).
- Пам'ятник «Охоронцям української державності» (1999, бронза, граніт, площа Генерала Григоренка, м. Львів; архітектор О. Ярема; скульптори Андрій та Володимир Сухорські; конструктори З. Бліхарський та Б. Ониськів).

Мала скульптура
- Пам'ятник Івану Франку (1968, мармурова крихта, с. Словіта, Львівська область; скульптор Володимир Сколоздра).
- Іван Франко (1980, півфігура в гіпсі; скульптор Яків Чайка).

### Кераміка
Характерною рисою львівської кераміки 1970—1980-х років — поступове наближення до творів станкового мистецтва. Поряд з виконанням оригінальних творів станкового характеру та декоративної кераміки для архітектурно-просторового середовища, львівські керамісти продовжують працювати над створенням зразків для серійного виробництва. Тому Львівська експериментальна кераміко-скульптурна фабрика й надалі залишається для них основною матеріально-технічною базою. В асортименті 1970—1980-х років з'являються найрізноманітніші зразки — вази, кашпо, набори посуду, тарелі та пласти, скульптура малих форм, сувеніри тощо. Продукцію фабрики реалізують через систему Художнього фонду УРСР та союзних республік, експортують за кордон. Кращі зразки серійного виробництва 1970-х років позначені індивідуальною творчою манерою окремих митців, зокрема, Ольги Безпалків, Галина Ошуркевич, Романа Петрука, Ярослави Мотики, Зеновія Флінти, Уляни Ярошевич та багатьох інших. 
Розповсюдженою формою тиражованих виробів є чайно-кавові сервізи. Більшість сервізів позначена оригінальністю композиційного вирішення та образного звучання: набори посуду Інни Туманової-Єршової «Осінь» (1980), «Сосенка» (1980), «Польові квіти» (1982) та кавовий сервіз Ольги Безпалків (1981). Згадані комплекти вирізняє насамперед майстерне використання розпису. Автори у декоративній композиції вдало інтерпретують природні мотиви: зображення тонких стебел і гілочок рослин, квітів, птахів.
Інші автори застосовують художній декор. Так, використовує традиційний орнамент у наборі для напоїв Галина Ошуркевич (1973), пластичний декор на кришках і ручках виробів поєднують з розписом Людмила Ковалевич та Ігор Ковалевич (1979), зіставленню сучасних дизайнерських форм і контрастного графічного декору віддає перевагу Ярослав Мотика (1985), пластична цільність м'яких об'ємів і великих ажурних ручок притаманна чайно-кавовому сервізу Ярослава Лащука (1985). У цей саме час популярними у львівських керамістів стають вироби спеціального функційного використання — набори для спецій Ольги Безпалків (1982) та Зиновія Берези (1979), кухонний набір (1979) і набір для зберігання лікарських трав (1982) Людмили та Ігоря Ковалевичів, набір посуду «Кульбаба» (1982) Галини Ошуркевич.
Вагоме місце серед продукції підприємства посідають настільні вази і вази на долівку, кашпо, вазони для квітів. У оздобленні виробів зустрічаються інтерпретації форм народного гончарства та елементів традиційного розпису. Такий стиль використовували Григорій Кічула, Марія Курочка, Роман Петрук, Ярослав Шеремета. Інші автори виготовляють незвичні за пластикою предмети, використовуючи при цьому оригінальний рельєфний декор, зокрема, слід відзначити твори Степана Лащука, Романа Мартинюка, Володимира Хохрякова.
У 1970-х роках особливою популярністю у львівських керамістів користуються керамічні свічники. Так, наприклад, Ярослав Шеремета виконав свічник у вигляді невеликого порожнистого циліндрика на широкій ніжці з ручкою (1970), а в іншому своєму виробі він пропонує витягнутий по горизонталі паралелепіпед з рельєфним декором, чотирма гніздами для свічок. Масив виробу доповнюють маленькі ручки та ніжки (1970). Інші майстри знаходять власні композиційні ходи, зокрема, потрійний свічник Неллі Федчун підіймає на високу конусоподібну підставку (1970), а Зеновій Флінта спирає на широку ажурну основу (1970). Ярослав Захарчишин виконав п'ятисвічник у вигляді пластично модельованої прямокутної стели. Остання творить благодатну площину для розписного декору (1971). Цікавими за композиційним вирішенням виділяються свічники Володимира Хохрякова. У виробах «Олень» (1971) та «Птах» (1972) вражає майстерне застосування ажуру та вишуканого розпису. Зооморфні свічники Ярослави Мотики, яка тривалий час працює разом з народними майстрами в с. Гавареччина, нагадують глиняну іграшку (1977). Цілеспрямований розвиток народних традицій спостерігається у свічниках Уляни Ярошевич. Їхня основна пластична маса вирішена у вигляді стилізованих фігурок музикантів (1979). Керамічні свічники, які тиражують на Львівській експериментальній кераміко-скульптурній фабриці, мають великий попит, успішно реалізуються в художніх салонах України та союзних республік, а також експортуються за кордон.
Форми керамічних кухлів є більш регламентованими, ніж свічників. Основну увагу автори звертають на пластичне опрацювання форми. На стінках посуду нерідко відтворюють пам'ятки архітектури старого міста, геральдичні мотиви, доповнені написами. Серед кращих таких зразків серійного виробництва виділимо кухлі Зиновія Берези (1973), Ярослав Захарчишина (1974), Бориса Горбалюка (1979).
Зосереджуючи основну увагу на декорі, художники також по-різному трактують основний об'єм виробу. Так, наприклад, Ольга Безпалків (1973), Василь Кондратюк (1974), Борис Горбалюк (1979) вирішують кухоль традиційно, у вигляді злегка розширеного донизу циліндра. Кухоль Неллі Федчун (1973) виглядає цілком інакше — присадкуватий, з опуклими стінками, декорований рельєфними зображеннями птахів та великою ажурною ручкою, котра служить додатковою точкою опори. Складні за конфігурацією вироби Володимира Хохрякова (1973) та Інни Туманової-Єршової (1973). Вони розчленовані по горизонталі на три частини, середня з яких несе активний рельєфний декор і вдало контрастує з гладкими поверхнями. Уляна Ярошевич розділяє тіло посудини на дві частини (1977) — сюжетні рельєфні композиції візуально об'єднані великою напівкруглою ручкою. Високий циліндр у кухлі Бориса Горбалюка (1979) наче пронизаний ґвинтоподібним рухом рельєфу, який піднімається від широкої підставки до вінця посудини. Порожнистий об'єм декорує за допомогою оригінального поліхромного розпису Ярослав Захарчишин (1979).
Для оздоблення житла та громадських приміщень у 1970—1980-х роках широко використовують декоративні пласти й тарелі. Водночас, вони поповнюють асортимент продукції сувенірного призначення. Саме тому керамічні пласти часто містять зображення відомих пам'яток історії та архітектури Львова, декоративно трактовані емблеми музеїв. Сюди належать серії робіт «Історичні місця України» Степана Голінчака (1973), сувенірні пласти «Львів» Ольги Безпалків (1973), поліхромні мальовані плакетки «Львів» Зеновія Флінти (1974), пласти «Архітектура Львова» Інни Туманової-Єршової (1977), декоративні рельєфи «Музей народної архітектури» Ярослави Мотики (1978).
Крім архітектурних мотивів, львівські митці майстерно компонують на пластах стилізовані рослини, фігури тварин і людей, складні сюжетні сцени. Згадані особливості вповні проявляються у працях Неллі Федчун («Весілля», 1973), Зеновія Флінти («Народні мотиви», 1974), Ярослави Мотики («Українські вечорниці», 1979), Ігоря Ковалевича (серія декоративних пластів, 1979).
Декоративні тарелі авторства львівських керамістів, переважно декоровані в техніці розпису. Прикладами таких творів можуть служити композиції Ярослава Шеремети «Весна» та «Світ дитини» (1973),
Людмили Ковалевич «Жнива» (1979), Ольги Безпалків «До млина» (1979). Львівські художники також широко застосовують у розписах виражальні засоби, запозичені в живописі та графіці. Новаторським технологічним експериментом, високою майстерністю виділяються декоративні композиції Зеновія Флінти, Зиновія Берези, Григорія Кічули, Ярослава Шеремети, Марії Курочки. Увагу привертають вироби Галини Ошуркевич та Романа Мартинюка, в яких оригінально поєднані розпис з ажурним прорізним декором.
Значне місце у творчості керамістів посідає створення фігурного посуду та скульптури малих форм. Серед розмаїття таких виробів найбільшою популярністю користується анімалістична пластика. Уміння передати в кераміці характерні риси тварин властиве, зокрема, роботам Романа Петрука. Майстерно застосовують рельєфний декор і розпис у виробах Іван Климко, Ігор та Людмила Ковалевичі. Ярослава Мотика віддає перевагу зіставленню кулястих об'ємів, пронизаних внутрішньою напругою. Її праці вражають монументальністю та пластичною цільністю композиції. Елемент веселої гри присутній у складних за конструкцією, підкреслено рукотворних, насичених численними деталями творах Уляни Ярошевич. Неперевершеними майстрами стилізованих композиційних вирішень, сміливих новаторських пластичних ходів є Ярослав Захарчишин та Василь Кондратюк.
На відміну від зооморфної, антропоморфну керамічну скульптуру у 1970—1980-х роках виконують рідко. Зображення людської фігури зустрічаємо в традиційному для народного мистецтва мотиві вершника, а також у виробах, що мають певне утилітарне використання, найчастіше в порожнистих об'ємах декоративного посуду або ж свічниках. Загалом, слід відзначити, що продукція Львівської експериментальної кераміко-скульптурної фабрики, яка залишається основною базою для творчої праці львівських керамістів, у 1970—1980-х роках є різноманітною за асортиментом. У більшості випадків вона є впізнаваною за індивідуальними манерами виконання, за способом використання в серійних виробах певних образно-виражальних засобів.
На початку 1980-х років відчутним стає певний спад творчої активності. Ситуацію змінює поява покоління молодих художників — випускників кафедри художньої кераміки Львівського державного інституту прикладного і декоративного мистецтва, шанувальникам мистецтва стають відомі, зокрема, імена Я. Мотики, У. Ярошевич, І. Ковалевича, Л. Ковалевич, К. Садовської, Я. Лащука, І. Берези, А. Лисик, О. Липи та багатьох інших. Їхні оригінальні, сповнені молодої креативної енергії твори гідно продовжують традиції львівської професійної кераміки.
Згасання активності в ділянці проектування виробів для серійного виробництва значною мірою спричиняє те, що від початку 1970-х років панівні позиції в діяльності художників-керамістів посідає робота над унікальними авторськими творами виставкового характеру (і, дещо меншою мірою, над декоративними композиціями для архітектурного середовища). Такі твори широко представляють на всесоюзних і міжнародних виставках, сприяють швидкому зростанню авторитету та популярності львівської кераміки. Найвищий рівень творчих здобутків у цій ділянці позначений досягненнями Т. Левківа, З. Флінти, Р. Петрука, Н. Федчун, О. Безпалків, М. Кравченко, І. Туманової-Єршової, Я. Мотики, У. Ярошевич.

### Скло
У 1963 році за ініціативою Дмитра Крвавича та Еммануїла Миська на Львівській експериментальній кераміко-скульптурній фабриці створений гутний цех. В стилістиці виробів 1960-х років переважали традиції народного мистецтва. Львівські склярі намагалися наблизити сучасну культуру до виробів кустарних гут.
За десять перших років на фабриці три бригади склярів виконали чотири тисячі еталонів. У 1970-х—1980-х роках кількість виробів збільшилася і разом з нею зростала географія продажів — від центральної Азії до країн Західної Європи та всіх колишніх країн РЕВ. Фабрика випустила понад десять тисяч зразків художнього скла. В асортименті виробів фабрики були: декоративний та декоративно-ужитковий посуд, анімалістична пластика та скульптура. Окремі майстри мали свої уподобання, так, Олексій Гера виконував найбільше декоративних кошиків, а весільні фужери, де використовувалася техніка венеційської нитки, робили Мечислав Павловський, Василь Білоус, Романа Гудима. Вази-кубки належали авторству Івана Чабана та Романа Жука. А вазу, виконували усі майстри без винятку, але кожен намагався вирізнитися характерною деталлю. Вази Бокотея мали характерні хвилясті завершення горла, Павловський використовував кольорові смуги. Розробка кулястої форми та інтенсивності забарвлення — особливість творчого підходу Йосипа Гулянського. Богдан Валько оздоблював вази у техніці «повітряні пухирці», майстер Петро Думич активно використовує декорування у формі наліпів.
Дрібну анімалістичну пластику у склі першим розвиває Аркадій Гінзбург. А найзнаменитішою сувенірною птахою на телебаченні 1980-х років стала «Кришталева сова» Василя Драчука, що у 1984—2008 роках була головним призом інтелектуальної гри «Що? Де? Коли?».
Окремим напрямом роботи склярів було виконання світильників та вітражів для громадських споруд. Це справжні шедеври мистецької вартості та інженерного рішення: Львівський автовокзал, Хмельницький та Житомирський драмтеатри, палаци творчості та урочистих подій, санаторії та ресторани, готелі та зали засідань важливих державних інституцій. Були замовниками і нові міста Сибіру — Уренгой, Тюмень, Усть-Ілімськ.
У 1970-х роках Андрій Бокотей зосереджується на роботі зі склом. З'являються перші твори, що розвивалися у двох напрямках — «фольклорно-пластичному» та «декоративно-бароковому». Бокотей звертається до авторської пластики, експериментуючи з технологією та формою. Виконуються справжні предмети дизайну, де естетика конструкції долає прагнення обтяжити форму прикрасами. В тому напрямку також працюють Франц Черняк, Олександр Звір, Ігор Мацієвський.
Саме фабрика дала початок проведенню у Львові міжнародних симпозіумів, на які приїжджали найвідоміші склярі з багатьох країн світу. Школа Львівської гути, беручи початок зі Львівської експериментальної кераміко-скульптурної фабрики, нині продовжує свій розвиток на відділенні художнього скла Львівської національної академії мистецтв, де працює єдина в Україні та й на пострадянському просторі навчально-творча майстерня-піч.

### Інтер'єри
- Вітраж у санаторії «Трускавець» (1972; м. Трускавець; художники Софія Караффа-Корбут, Мар'ян Тарнавський).
- Керамічна решітка в інтер'єрі ресторану «Восток» (1973; м. Тюмень, Росія; кераміст Борис Горбалюк).
- Комплексне оформлення фірмового магазину і кафетерію «Карпати» (1977; м. Ростов-на-Дону, Росія; архітектор Семен Кесельман, художник-кераміст Борис Горбалюк, гутне скло Петра Думича і Олексія Гери, різьба по дереву Юрій і Мирон Амбіцькі).
- Інтер'єр кафе «Шоколадниця» з орнаментальними пластами (1977; м. Ростов-на-Дону, Росія; художник-кераміст Борис Горбалюк).
- Декоративне панно «Фармакопея» (1979, шамот, емалі, солі. Інтер'єр аптеки, вул. Личаківська, м. Львів; художник-кераміст Степан Голінчак).
- Керамічна модульна композиція (1970-ті, шамот, емалі, солі. Інтер'єр санаторію «Південний», курорт Трускавець; художник-кераміст Зеновій Флінта).
- Комплексне оформлення інтер'єру в санаторії «Південний» (1970-ті. Інтер'єр санаторію «Південний», курорт Трускавець; архітектор Олександр Пирожков, художники Андрій Бокотей, Василь Кондратюк, художник-кераміст Зеновій Флінта).
- Комплексне оформлення інтер'єру (м. Новояворівськ, Львівська область; архітектор Семен Кесельман, різьба по дереву Юрій і Мирон Амбіцькі, художник Андрій Бокотей).
- Керамічне панно та керамічна решітка для кафе «Казка» (1983, м. Червоноград; художник-кераміст Марія Курочка).
- Керамічні вазони для вітрини кафе «Казка» (1983, м. Червоноград; художник-кераміст Марія Курочка).
- Керамічне панно в ресторані санаторію «Молдова» (1984, шамот, емаль, глазур. Курорт у м. Трускавець; художник Андрій Янович).
- Декоративне панно (1985, шамот, емаль, глазур. Клуб в с. Паликорови, Львівська область; художник-кераміст Ольга Безпалків).